# Simitarra de dors castany
La simitarra de dors castany (Pomatorhinus montanus) és un ocell de la família dels timàlids (Timaliidae).

## Hàbitat i distribució
Habita boscos i bambú de les terres baixes a la Península Malaia, Sumatra, Bangka, Java, Bali, Borneo.